# Calcul variațional
Calculul variațional este un capitol al analizei matematice care are ca obiect studiul problemelor de determinare a extremelor unei funcționale.
Printre problemele care au generat apariția calculului variațional se numără problema izoperimetrelor și problema brahistocronei (Jean Bernoulli, 1696).
Denumirea și fundamentarea calculului variațional i se datorează lui Euler (1744).
Lagrange (1760) a introdus noțiunea de variație și a dat o metodă de determinare a extremelor unei funcționale.
Calculul variațional are aplicații în mecanica sistemelor, hidrodinamică, teoria elasticității, optică geometrică.

## Istoric
Din punct de vedere istoric, prima problema de calcul variațional este așa numita problemă a lui Dido.
Conform legendei, Didona, al cărui soț fusese asasinat, este nevoită să fugă cu averea acestuia.
Debarcând pe țărmul african, localnicii îi oferă suprafața pe care poate să o cuprindă cu o piele de taur.
Didona taie pielea în fâșii înguste pe care le leagă cap la cap și înconjoară cu ele o bucată de teren pe care va construi cetatea Cartaginei, căreia îi devine regină.
Încă din antichitate, latura matematică a legendei a interesat pe matematicieni: cum trebuie dispus ﬁrul alcătuit din fâșiile înguste pentru ca el să înconjoare o porțiune de arie maximă?

## Formulare matematică
Problema are mai multe variante.
Una din acestea ar fi următoarea: să presupunem că axa x'Ox reprezintă țărmul mării și că punctele {\displaystyle A(a,0),B(b,0)\!} reprezintă capetele firului, graficul funcției {\displaystyle y=f(x),\!} definită și derivabilă pe [a, b], este firul.
Aria limitată de fir și țărm este:
{\displaystyle S=\int _{a}^{b}y(x)dx,\!}
în timp de lungimea firului este:
{\displaystyle L=\int _{a}^{b}{\sqrt {1+y'(x)^{2}}}dx.\!}
Atunci problema lui Dido revine la determinarea funcției {\displaystyle y=y(x),\!} definite și derivabile pe [a, b], care satisface condițiile:
{\displaystyle y(a)=0,\;y(b)=0,\;L=\int _{a}^{b}{\sqrt {1+y'(x)^{2}}}dx\!}
astfel încât integrala:
{\displaystyle S=\int _{a}^{b}y(x)dx\!}
să aibă valoarea maximă.
Din motive evidente, o asemenea problemă se numește problemă izoperimetrică.
Încă din antichitate se cunoștea că formă căutată a firului este cea a unui arc de cerc, ceea ce se poate demonstra.
Se poate raționa și altfel.
Fie {\displaystyle {\overset {\frown }{AB}}\!} arcul graficului.
În relația:
{\displaystyle S=\int _{\overset {\frown }{AB}}y(x)dx\!}
se consideră pe x, y ca funcții de absisa curbilinie s și integrăm prin părți:
{\displaystyle S=yx|_{A}^{B}-\int _{\overset {\frown }{AB}}xdy=-\int _{0}^{L}x(s){\sqrt {1-x'(s)^{2}}}ds.\!}
Problema revine la a determina funcția {\displaystyle x=x(s)\!} definită pe intervalul {\displaystyle [0,L]\!} cu proprietatea că {\displaystyle x(0)=a,\;x(L)=b\!} și că integrala:
{\displaystyle S=\int _{0}^{L}x(s){\sqrt {1-x'(s)^{2}}}ds\!}
are valoare minimă.
O altă variantă a problemei lui Dido ar fi aceea în care presupunem că firul ar reprezenta o curbă netedă închisă cu ecuațiile parametrice:
{\displaystyle {\begin{cases}x=x(t)&\\&t\in [t_{1},t_{2}],\\y=y(t)&\end{cases}}\!}
funcțiile {\displaystyle x(t),y(t)\!} fiind deci derivabile pe porțiuni pe {\displaystyle [t_{1},t_{2}].\!}
Atunci lungimea firului este:
{\displaystyle L=\int _{t_{1}}^{t_{2}}{\sqrt {x'(t)^{2}+y'(t)^{2}}}dt,\!}
iar aria limitată de fir este:
{\displaystyle S={\frac {1}{2}}\int _{t_{1}}^{t_{2}}\left[y(t)x'(t)-x(t)y'(t)\right]dt.\!}
Problema revine deci la determinarea celor două funcții {\displaystyle x(t),y(t)\!} definite și derivabile pe porțiuni pe intervalul {\displaystyle [t_{1},t_{2}]\!} astfel încât să aibă relația:
{\displaystyle L=\int _{t_{1}}^{t_{2}}{\sqrt {x'(t)^{2}+y'(t)^{2}}}dt\!}
și ca integrala:
{\displaystyle S={\frac {1}{2}}\int _{t_{1}}^{t_{2}}\left[y(t)x'(t)-x(t)y'(t)\right]dt.\!}
să fie maximă.
Și aceasta este tot o problemă izoperimetrică și curba care dă soluția este un cerc.